# Comisiones Obreras de Euskadi
La Confederación Sindical de CC.OO. de Euskadi - Euskadiko Langile Komisioak es una organización sindical del País Vasco (España) que está confederada con las del resto de las confederaciones de CC.OO. de las otras de comunidades autónomas formando la Confederación Estatal de CC.OO.. Las CC.OO. de Euskadi son miembros de la Confederación Europea de Sindicatos (CES) europea y de la CIOLS mundial.
Se define como «una organización sindical plural y democrática que hace de la participación una de sus señas de identidad junto a su carácter reivindicativo y solidario».
En la actualidad tiene unos 54.000 afiliados con 3.279 delegados elegidos en las empresas y administración. En el País Vasco es el tercer sindicato en representación, tras ELA y LAB, con el 18,81% de delegados, y tiene presencia en todos los sectores industriales o de servicios. Hasta el 8º congreso, realizado en el 2004, incluía a la confederación Navarra que optó por separarse y constituirse en Confederación independiente.

## Historia

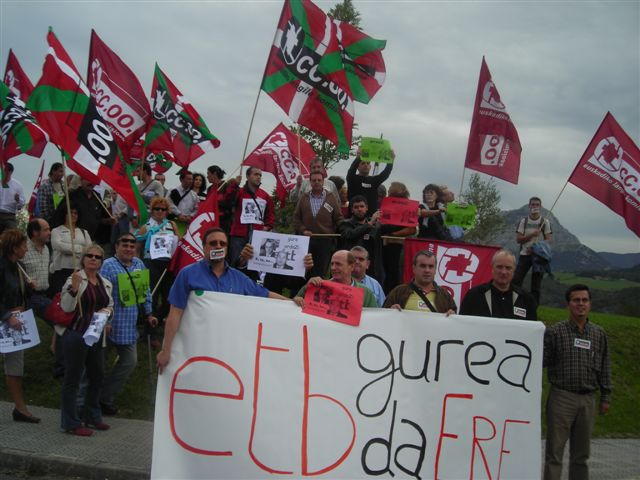
Concentración de protesta de CC.OO. de Euskadi.

Las luchas obreras que se producen en el País Vasco en los años cincuenta y sesenta del siglo XX centradas en las grandes zonas industriales del país, margen izquierda del Nervión, Bajo Deva, etc., son el caldo de cultivo de donde nacerían las Comisiones Obreras de Euskadi.
Las huelgas por la negociación de convenios que se produjeron en el año 1962 en importantes empresas guipuzcoanas como la CAF de Beasáin, la Basconia o La Naval en Vizcaya que movilizaron a más de 35.000 trabajadores en una época de falta de libertad y de dura represión, plena dictadura de Franco fueron el punto de inflexión que dio paso a la creación de las primeras Comisiones Obreras.
En la Zona Minera de Vizcaya la Mina del Alemán se convierte en símbolo de organización sindical, movimiento que se extiende por la zona industrial de Ezkerraldea con sus importantes empresas como Altos Hornos de Vizcaya, Babcock & Wilcox y La Naval. El movimiento se va conformando en reuniones ilegales, que costarían muchas detenciones de trabajadores y militantes obreros, por toda la zona de La Arboleda, en Valle de Trápaga. De estos movimientos surgen un buen número de comisiones que van siendo más o menos admitidas por los responsables de las empresas y van negociando acuerdos al margen de los canales legales establecidos (la Organización Sindical conocida como el Sindicato Vertical) por el régimen. Los contactos entre las diferentes comisiones de las fábricas cuajó en una reunión de donde surgió una plataforma supraempresarial de carácter permanente que durante dos años trató de actuar como interlocutor de los trabajadores de la provincia. Esta Comisión era alegal y estaba consentida por el propio régimen.
Esta nueva organización, la Comisión Obrera Provincial, tenía como rasgos característicos el pluralismo y la autoorganización, lo que se empezó a considerar como el nuevo movimiento obrero. Las fuerzas sindicales importantes de aquel tiempo, ELA y UGT, no se integraron en la Comisión y junto con la CNT formarían la Alianza Sindical de Euskadi. El carácter heterogéneo de la organización haría que se produjeran varias escisiones pero aportaría frescura a la misma.

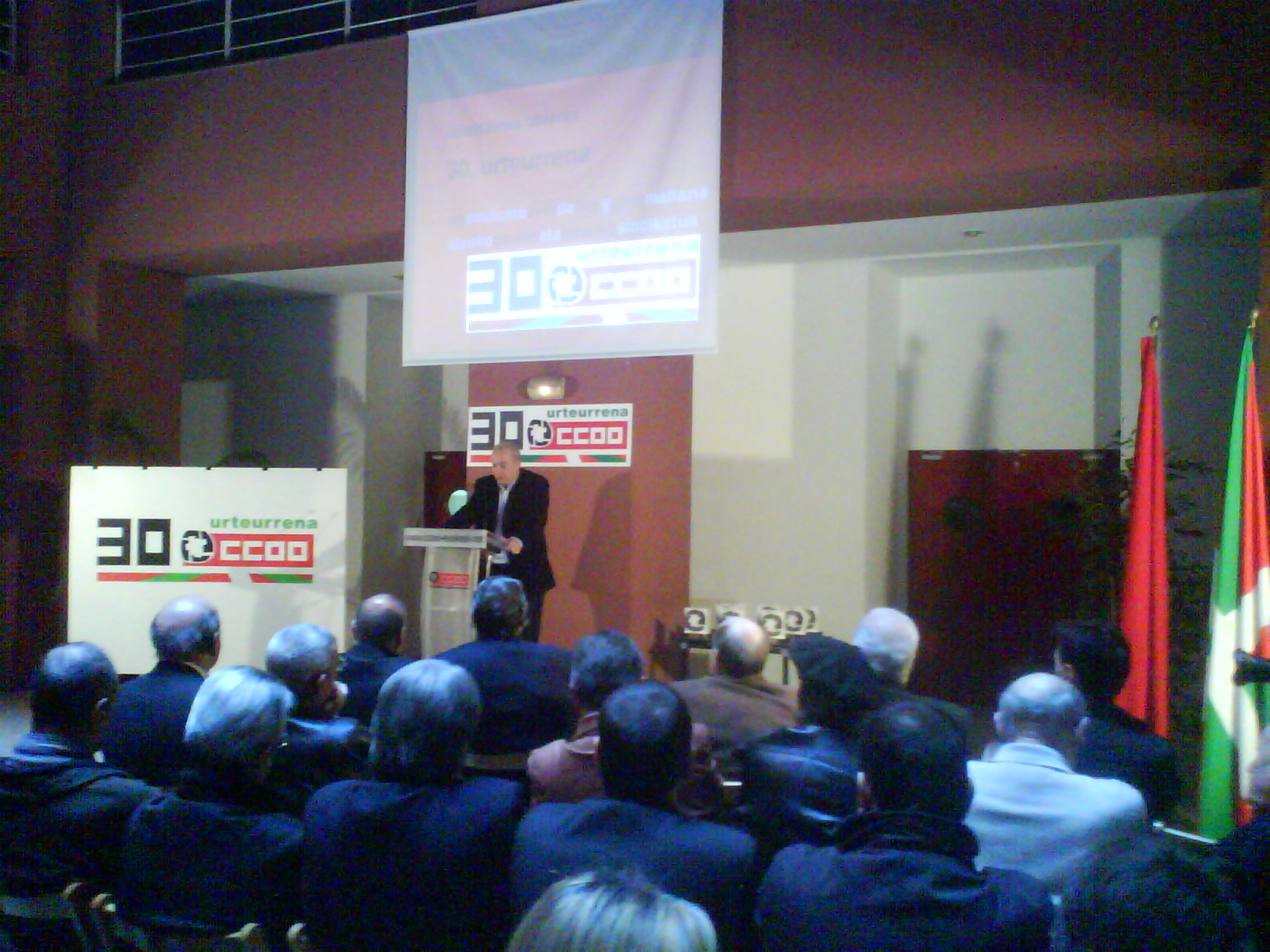
Celebración del 30 aniversario de CC.OO. de Euskadi en 2008. Intervención de su secretario general Josu Onaindi.

Durante década de los sesenta se van dando diversos posicionamientos ante el sindicalismo oficial, hasta que en 1966 se decide presentar listas a las elecciones a representantes, en contra de la decisión de los sindicatos históricos de clase agrupados en torno a la Alianza Sindical, logrando una amplia representación que desplaza a una gran parte de los anteriores enlaces y vocales en los jurados y accediendo a los primeros órganos de representación. El 7 de agosto de este año nacen las Comisiones Obreras de Guipúzcoa.

### Huelga de Bandas
La empresa "Laminaciones de Bandas en Frío Echévarri" contaba con 960 trabajadores y su plantilla se declaró en huelga el 30 de octubre de 1966, durando la histórica protesta hasta el 20 de mayo del año siguiente por un problema de rebaja de primas y aumento del ritmo de trabajo. Este hecho fue de gran trascendencia para el sindicato. Se participó activamente en el conflicto utilizando los instrumentos que permitía la legalidad vigente, pero también encierros y manifestaciones. La empresa, por su parte, apoyada por la dictadura llegaría a traer esquiroles, retirar la cobertura sanitaria (que se sustituyó por médicos voluntarios) y a amenazar con echar de sus casas (propiedad de la compañía) a los trabajadores en huelga. La solidaridad se extendió por todas las organizaciones y estamentos del País Vasco llegando a toda España e incluso el extranjero, y se sumaron a la protesta desde los estudiantes universitarios hasta la iglesia católica.

## El problema nacional vasco y CC.OO.
El año 1967 las Comisiones Obreras de Guipúzcoa hacen una declaración en el que abordan el problema nacional vasco, en esta declaración se dice 

se pretende, como fin último, eliminar la explotación del hombre por el hombre, realizando la liberación del pueblo vasco(...) Luchará para que el pueblo vasco pueda autogobernarse, venciendo la opresión nacional que sufre actualmente. (...) como comisión Obrera Vasca que es, se proclama independiente de cualquier comisión de fuera de Euzkadi

Se atribuye esta  declaración a la influencia de sectores del Partido Comunista de Euskadi (PCE-EPK) y de Euskadi Ta Askatasuna (ETA) que participaron activamente en la creación y desarrollo del movimiento.
La intención de constituir una Comisión Obrera nacional española, sería criticada porque el término podría ir en contra de "la naturaleza multinacional de la sociedad Ibérica" por lo que se exige un carácter confederal en la misma. Se denomina Comisión Obrera Nacional de Euskadi (CONE, así como de Cataluña) y el órgano estatal pasa a ser la "Coordinadora general". En la asamblea de Barcelona de 1976 se adopta la denominación de Confederación Sindical que deja claro el carácter multinacional de la organización estatal.

### Represión, el proceso 1001 y la reunificación
En 1971, el año siguiente a las movilizaciones en torno al Proceso de Burgos, se incrementó la represión. Varios obreros murieron en la represión policial de manifestaciones. Se produjeron  numerosos despidos y detenciones entre ellas las de los miembros de la cúpula de la entonces Coordinadora General, que fueron juzgados y condenados a penas de prisión de 12 a 20 años.
El pluralismo que había ido creciendo en el seno de la organización dio lugar a dos corrientes: la denominada CONE (Comisión Obrera Nacional de Euskadi), mayoritaría y CECO (Coordinadora de Euskadi de Comisiones Obreras), cada una con una idea diferente de como entablar la lucha y de participar o no en las elecciones de aquel año. El 1 de junio de 1976 se firmó un acuerdo de unidad que dio origen a Comisiones Obreras de Euskadi.

### Asamblea de Barcelona

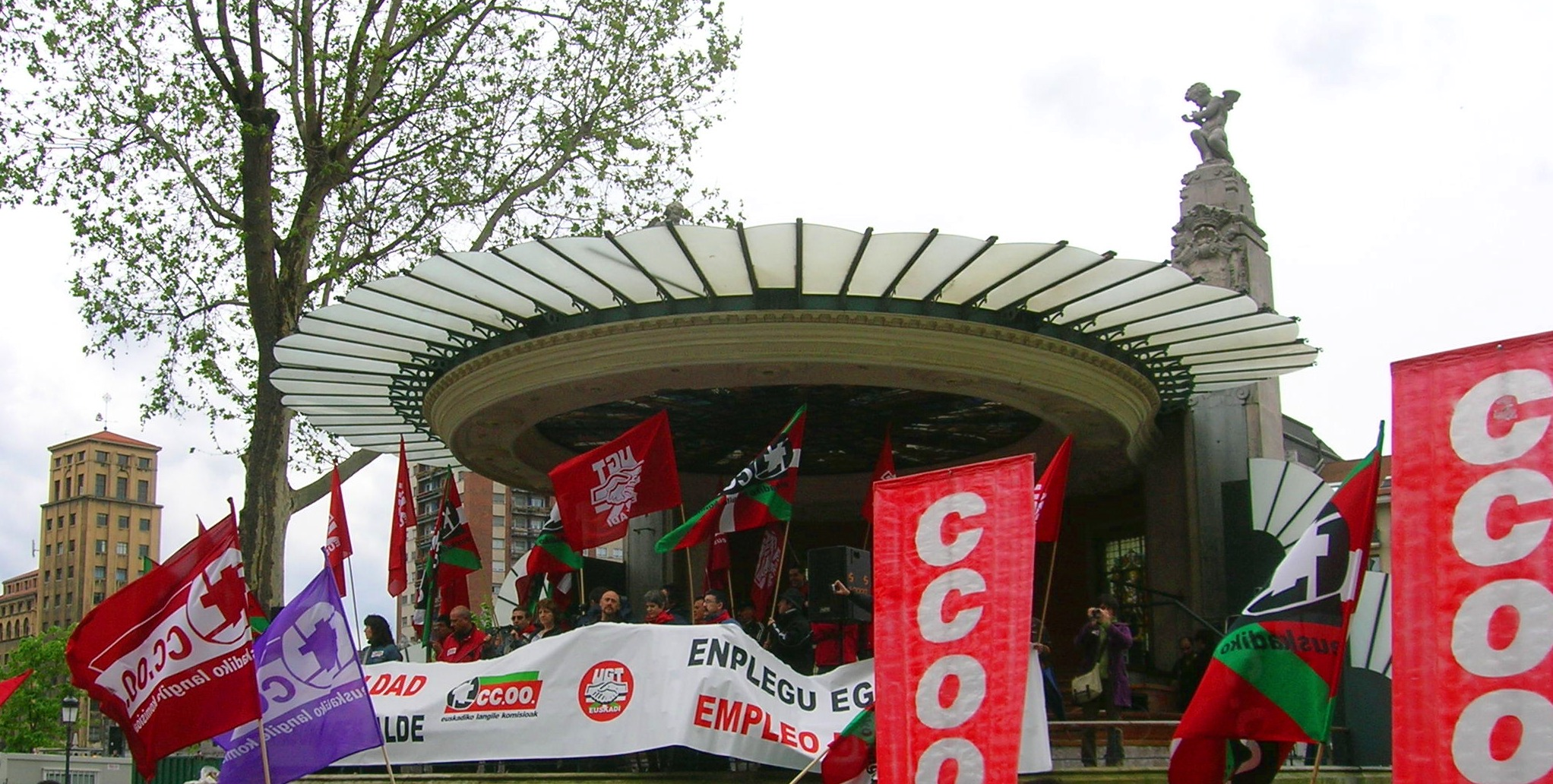
Mitin conjunto de CCOO y UGT en Bilbao, el 1 de mayo de 2007.

En agosto de 1976 se realizó la Asamblea General de Barcelona clandestinamente. Ya el régimen agonizaba después  de la muerte del dictador. En la iglesia de Santa María del Pino se constituyó la Confederación Sindical de CC.OO.

### En la legalidad
Al año siguiente, el 1 de abril, se realizó en Lejona (Vizcaya) el congreso fundacional de CC.OO. de Euskadi, también en la clandestinidad.
Se constituyó el sindicato, que seguía definiéndose como un sindicato de clase y vasco. Tanto en la asamblea de Barcelona como en la de Lejona hubo alguna discrepancia.
A raíz de ese momento y con la vuelta de las libertades democráticas se abrió el frente del enfrentamiento entre sindicatos. Las elecciones sindicales de 1978 fueron conflictivas por el enfrentamiento con la UGT, que quería ser el sindicato socialista marcando a CC.OO. como el comunista y a ELA como el nacionalista.
El estatuto de autonomía dibujó un nuevo marco en las relaciones laborales y se abrió la negociación en materia laboral con el gobierno del País Vasco y Navarra. En los últimos años 70 nació, también, el sindicato LAB que pasaría a ser una fuerza importante en el panorama sindical del País Vasco.
Los años ochenta traerían una dura crisis industrial que afectaría seriamente al País Vasco y desmantelaría empresas señeras como Altos Hornos de Vizcaya y los astilleros Euskalduna. Fueron años donde el sindicato tuvo que trabajar duramente para defender los derechos de los trabajadores.
Las diferentes crisis por las que ha pasado la negociación colectiva dependiendo de los movimientos políticos y sus relaciones con las fuerzas sindicales han marcado el escenario habitual de las relaciones laborales vascas.
La incorporación de la mujer al trabajo remunerado, así como los nuevos problemas surgidos por la llegada de trabajadores de otros países hacen que no se decaiga en el esfuerzo de defensa de los intereses de clase. Estas directrices han sido mantenidas en el último congreso.
En el año 2017 ostenta el 18,81% de la representación en las empresas encontrándose como tercer sindicato más representativo del País Vasco, por detrás de ELA, que mantiene una representación del 40,44%, y de LAB, con el 18,99%.

## Órganos de dirección
Secretario general
- Dolores García.

Comisión Ejecutiva de CC.OO. de Euskadi
- Sabino Santolalla. Secretaría de organización, afiliación, elecciones sindicales y finanzas.
- Eduardo García. Secretaría de acción sindical e institucional. coordinador de área pública.
- Javier López Irisarri. Secretaría de política sectorial, negociación colectiva y comunicación.
- Dolores García. Secretaría de organización y coordinación federativa; formación y empleo.
- Felisa Piedra. Secretaria de la mujer, política social e internacional.
- Jesús Uzkudun. Secretario de salud laboral y medio ambiente.
- Santi Martínez. Secretaría de juventud
- Mª Cruz Vicente. Responsable territorial de Álava.
- Mikel Vázquez. Responsable territorial de Vizcaya.
- José Mª García. Responsable territorial de Guipúzcoa.

Vocales
- Roberto Ortega.
- Alfonso Peraita.
- Ana Uranga.
- Iñaki Merino.
- Manu Casado.
- Pilar Ortega.
- Xabier Olabeaga.
- Carlos Fernández.
- José María Sarasa.
- Pablo García de Vicuña.
- Mari Carmen Sánchez.
- Susana Salinas.
- Elena Pérez.
- Ángel Madrazo.
- Jaime Gómez Devesa.

## Federaciones
- Federación Agroalimentaria.
- Federación de Servicios a la Ciudadanía.
- Federación Construcción y madera – FECOMA.
- Federación de Enseñanza.
- Federación de Industria.
- Federación Textil, Química y Afines-FITEQA.
- Federación de pensionistas y jubilados.
- Federación de Servicios.
- Federación de Servicios Financieros y Administrativos. COMFIA.
- Federación Trabajadores de la Salud.

## Secretarios Generales
1. Tomás Tueros: 1978-1987
2. Santiago Bengoa: 1987-2000
3. Josu Onaindi: 2000-2009
4. Unai Sordo: 2009-2017
5. Dolores García: 2017-actualidad